# Na Hora da Raiva
"Na Hora da Raiva" é uma canção da dupla Henrique & Juliano, incluída no álbum Novas Histórias. A canção foi lançada como primeiro single do álbum nas rádios no dia 7 de outubro de 2015.

## Composição
A canção é composta por Cinara Sousa, Gustavo Moura, Rafael Moura, Matheus Costa e Thiago Servo(ex integrante da dupla Thaeme & Thiago) , e mostra bem a cara do novo DVD da dupla, composto majoritariamente por canções românticas.

## Videoclipe
O videoclipe ao vivo da canção foi lançado no Youtube no dia 7 de outubro de 2015. Nela mostra imagens do novo DVD da dupla, gravado em Recife em 19 de setembro de 2015. Em poucas horas após o lançamento do videoclipe já havia alcançado mais de 1 milhão de visualizações na plataforma.

## Lista de faixas
| Single digital |                    |         |  |
| N.º            | Título             | Duração |  |
| 1.             | "Na Hora da Raiva" | 2:54    |  |

## Desempenho nas tabelas musicais
| Tabela musical (2015)                     | Melhor posição |
| ----------------------------------------- | -------------- |
| Brasil - Billboard Brasil Hot 100 Airplay | 4              |

### Tabelas de fim-de-ano
| Tabela musical (2016)                     | Melhor posição |
| ----------------------------------------- | -------------- |
| Brasil - Billboard Brasil Hot 100 Airplay | 33             |